# Cogomina lila
La cogomina lila (Lepiota lilacea), es un bolet d'aspecte molt similar a la cogomina (Lepiota cristata), però disposa d'un anell el revers del qual és de color gris violaci.

## Taxonomia
Va ser descrita per Giacomo Bresadola l'any 1892, sobre un material collit a Itàlia.

## Iconografia

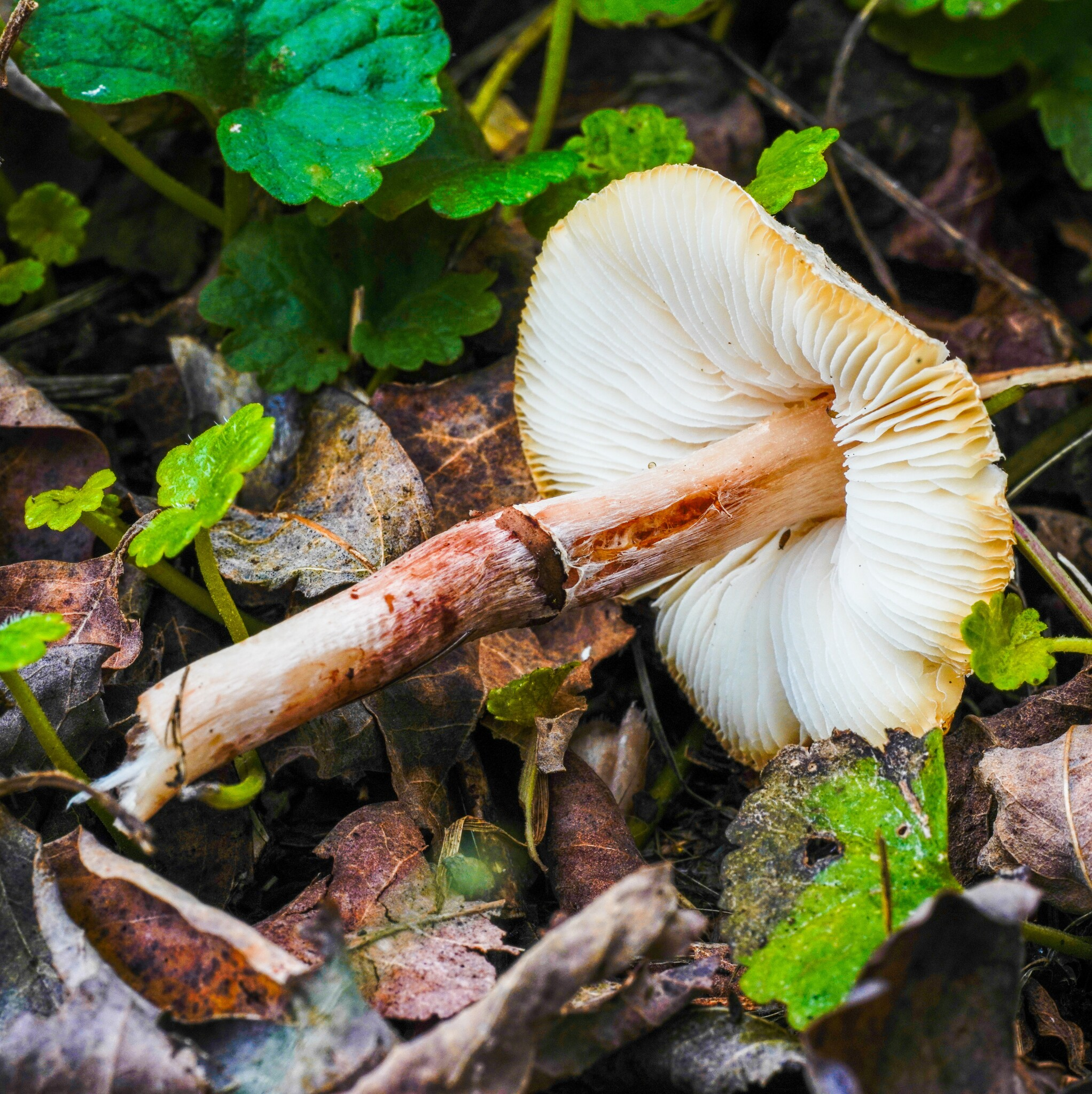
Detall del revers de l'anell de la cogomina lila (Lepiota lilacea)

Giacomo Bresadola (1927): Iconographia Mycologica

## Descripció
Bolet més aviat menut; barret 

Barret: de 2 a 3,5 cm de diàmetre. Convex en forma de campana i plana. Al principi és violeta-violet, després fuliginosa o dividida en escates de color gris-marró.
Fulles: dentades, força amples, denses, campaniformes, amb folíols. Blanc, amb una vora flocosa.
Pàgines d'escot: pàgines amb un escot petit just abans d'arribar al peu de pàgina.
Cama: de 2 a 4 cm d'alçada i de 0,2 a 0,3 cm de gruix. Lila o vermell vi, sobretot a la base. Anell membranós, en forma de collaret, erecte, blanc per sobre de l'anell i violeta-enfosquit per sota.
Carn: Blanca, amb taques liles is characterised by its small cap (up to 36 mm broad), with a dark purple disc, and its distinct annulus. Its spores do not turn reddish-brown under Melzer's reagent (are non-dextrinoid).

## Hàbitat
A l'estiu i a la tardor. En llocs herbats.

## Distribució geogràfica
s'ha citat a Catalunya, País Valencià i Mallorca.

## Espècies semblants
Amb Lepiota cristata , el seu anell no té la cara fosca, és de mida més petita i no té cap casquet acampanat.